# Aszur-nadin-ahhe II
Aszur-nadin-ahhe II (akad. Aššur-nādin-ahhē, tłum. „Aszur jest tym, który dał braci”) – władca Asyrii (1400-1391 p.n.e.), syn i następca Aszur-rem-niszeszu. Według Asyryjskiej listy królów Aszur-nadin-ahhe II (maš-šur-SUM-PAB.MEŠ w kopiach B i C, [maš-šur-SUM]-a-ḫi w kopii A) panował przez 10 lat, po czym na tronie asyryjskim zastąpił go jego kuzyn Eriba-Adad I, który był synem Aszur-bel-niszeszu, brata jego ojca.
W trakcie wykopalisk w mieście Aszur odnaleziono szereg cegieł z inskrypcją władcy o imieniu Aszur-nadin-ahhe, brzmiącą: „(Własność) pałacu Aszur-nadin-ahhe, zarządcy boga Aszura” (É.GAL mda-šur4-na-din-ŠEŠ.MEŠ ÉNSI da-šur4). Wskazuje ona, że Aszur-nadin-ahhe wznieść musiał w mieście Aszur swój pałac, ale nie ma pewności, czy chodzi tu o Aszur-nadin-ahhe I, czy też Aszur-nadin-ahhe II. Władca o imieniu Aszur-nadin-ahhe wzmiankowany jest również w kilku tekstach późniejszego asyryjskiego króla Aszur-uballita I (1363–1328 p.n.e.). W uszkodzonej inskrypcji umieszczonej na fragmencie glinianego stożka z Aszur, dotyczącej najprawdopodobniej prac renowacyjnych Aszur-uballita I przy Nowym Pałacu (É.GAL-lì GIBIL-ti), jako budowniczy tego pałacu wymieniany jest Aszur-nadin-ahhe (mda-šùr-na-din-ŠEŠ.ME[Š]). Aszur-uballit I wspomina o Aszur-nadin-ahhe również w swej innej inskrypcji pochodzącej z miasta Aszur. Inskrypcja ta, wyryta na kamieniu, jest dość niezwykła, gdyż opisuje zasypanie studni wykopanej niegdyś na rozkaz „Aszur-nadin-ahhe, zarządcy boga Aszura” (mda-šur-na-din-a-ḫi ÉNSI da-šur). O Aszur-nadin-ahhe mowa jest też w jednym z listów Aszur-uballita I (EA 16) wysłanych do egipskiego faraona, najprawdopodobniej Echnatona, zachowanych w korespondencji amarneńskiej. W liście tym Aszur-uballit I prosi faraona o złoto, powołując się na wcześniejsze kontakty dyplomatyczne pomiędzy władcami Asyrii i Egiptu, sięgające czasów Aszur-nadin-ahhe: „Gdy mój przodek Aszur-nadin-ahhe napisał do kraju Egipt, oni wysłali mu 20 talentów złota”. We wszystkich tych przypadkach również nie ma pewności o którego Aszur-nadin-ahhe chodzi, ale wydaje się bardziej prawdopodobne, że Aszur-uballit I miał tu na myśli swego dziadka Aszur-nadin-ahhe II, a nie rządzącego kilka dziesięcioleci wcześniej Aszur-nadin-ahhe I. 